# 川田忠樹
川田忠樹（かわだ ただき、1935年5月2日- 2022年10月24日）は、橋梁研究者、川田テクノロジーズ相談役。

## 人物
富山県福野町に、川田工業社長・会長を歴任した川田忠雄の子として生まれる。富山県立福野高等学校卒、東京外国語大学卒。
1958年3月、川田工業株式会社に入社。
1971年から2017年までプレビーム振興会会長。
1977年6月、川田工業株式会社 代表取締役社長に就任。
1996年6月、川田工業株式会社 代表取締役会長に就任。
2001年から2005年まで財団法人富山県経営者協会会長。
2002年「近代吊橋における二律背反相克の歴史 経済性と剛性」で東京大学工学博士。
2010年6月、川田工業株式会社 相談役に就任。
2016年11月、旭日中綬章を受章。
2017年6月、川田テクノロジーズ株式会社 相談役に就任。
2022年10月24日、心不全のため死去。87歳没。死没日付をもって正五位に叙された。
現社長の川田忠裕は長男にあたる。

## 著書
- 『吊橋の設計と施工 付・振動論』理工図書 1965
- 『長径間吊橋の理論と計算』橋梁編纂会 1969
- 『だれがタコマを堕としたか』建設図書、1975
- 『吊橋の文化史』技報堂出版 1981
- 『歴史のなかの橋とロマン』技報堂出版 1985
- 『現代の吊橋』編著　理工図書 1987
- 『ボーモンの卵 テイ橋落橋事件の真相』建設図書 1987
- 『ニューヨーク・ブルックリンの橋』科学書刊 1994
- 『橋と日本文化』大巧社 1999 日本を知る
- 『近代吊橋の歴史 経済性と剛性の相克』建設図書　2002

## 参考
- [リンク切れ]

## 注
1. ↑  『現代日本人名録』
2. 1 2 3 4 5 6 7 8 9  “弊社 相談役逝去に関するお知らせ”.   川田テクノロジーズ (2022年10月28日). 2022年10月28日閲覧。
3. ↑  “川田忠樹氏死去（川田工業元社長、川田テクノロジーズ相談役）”. 時事ドットコム. 時事通信社. (2022年10月28日) 2022年10月28日閲覧。
4. ↑  『官報』第869号7頁 令和4年12月1日号